# Polycentropus insularis
Polycentropus insularis är en nattsländeart som beskrevs av Banks 1938. Polycentropus insularis ingår i släktet Polycentropus och familjen fångstnätnattsländor. Inga underarter finns listade i Catalogue of Life.